# Міль Михайло Леонтійович
Миха́йло Лео́нтійович Міль (рос. Михаил Леонтьевич Миль; 22 листопада 1909, Іркутськ — 31 січня 1970, Москва) — єврейський радянський конструктор вертольотів та вчений, доктор технічних наук (1945), Герой Соціалістичної Праці (1966), лауреат Ленінської премії (1958) і Державної премії СРСР (1968).

## Біографія та діяльність
Народився 22 листопада 1909 в Іркутську в єврейській родині.
Ще в дванадцятилітньому віці створив модель літака, яка перемогла на конкурсі в Томську. В 1925 році вступив у Сибірський технологічний інститут, але провчився там недовго. Його виключили «за непролетарське походження» (його батько був рабином). Тоді він переїхав у Новосибірськ, пропрацювавши близько року в шкірній лабораторії і вже як робітник вступив у Донський політехнічний інститут у Новочеркаську.
Закінчивши інститут в 1931 році, Міль працював у ЦАГІ ім. Жуковського М. Є., брав участь у розробці автожирів А-7, А-12 і А-15, працював на автожирному заводі замісником Миколи Камова.
У 1941—1942 роки на фронт було перекинуто загін із п'яти автожирів, що зробив 20 бойових вильотів. У складі загону був і Михайло Міль. Під Москвою автожири планувалося використовувати як коректувальники артилерійського вогню, проте апарати виявилися більше придатними для тилового призначення.
Після евакуації Міль працював у поселенні Білімбай, в основному займався вдосконаленням бойових літаків, покращенням їх стійкості і керованості. За роботи з удосконалення бойових літаків Міль у 1945 р. отримав орден Вітчизняної війни.
В 1947 році Міль став головним конструктором дослідного КБ з літакобудування. В 1951 році під керівництвом Міля був створений перший радянський серійний тримісний вертоліт Мі-1. У 1964 Міль став генеральним конструктором дослідного КБ. Його колектив створив вертольоти Мі-2, Мі-4, Мі-6, Мі-8, Мі-10, Мі-12, Мі-24, В-12 та інші.
Тріумфом роботи конструктора став показ його унікальних машин на авіаційному салоні в Ле-Бурже в 1965 р. Син засновника вертолітобудування Ігоря Сікорського Сергій визнав, що в галузі важких вертольотів Міль не тільки наздогнав США, але й за низкою параметрів пішов далеко вперед.

## Пам'ять

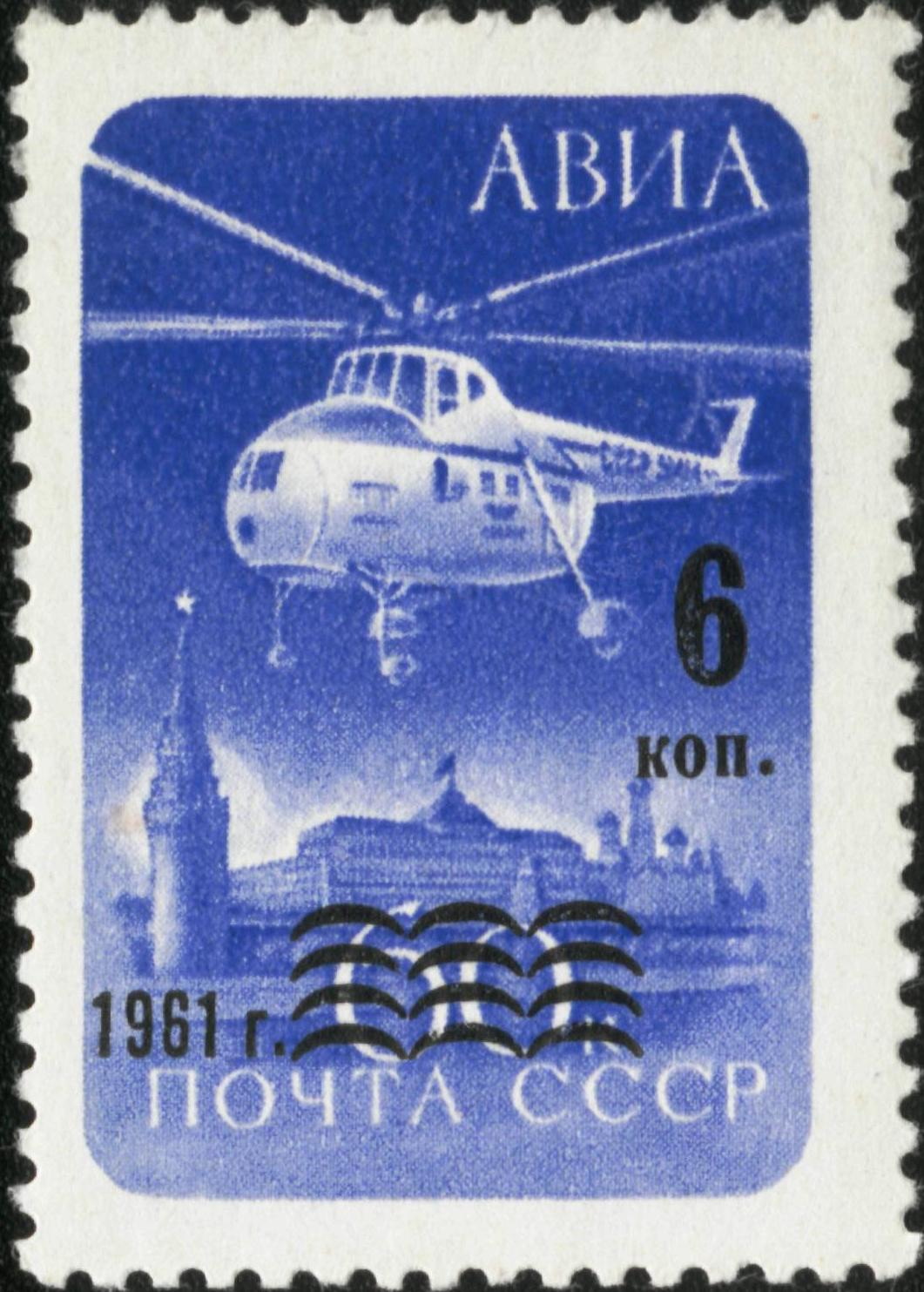
Вертоліт Мі. Надпечатка авіапошти 6 коп. на марці СРСР 1960 р.

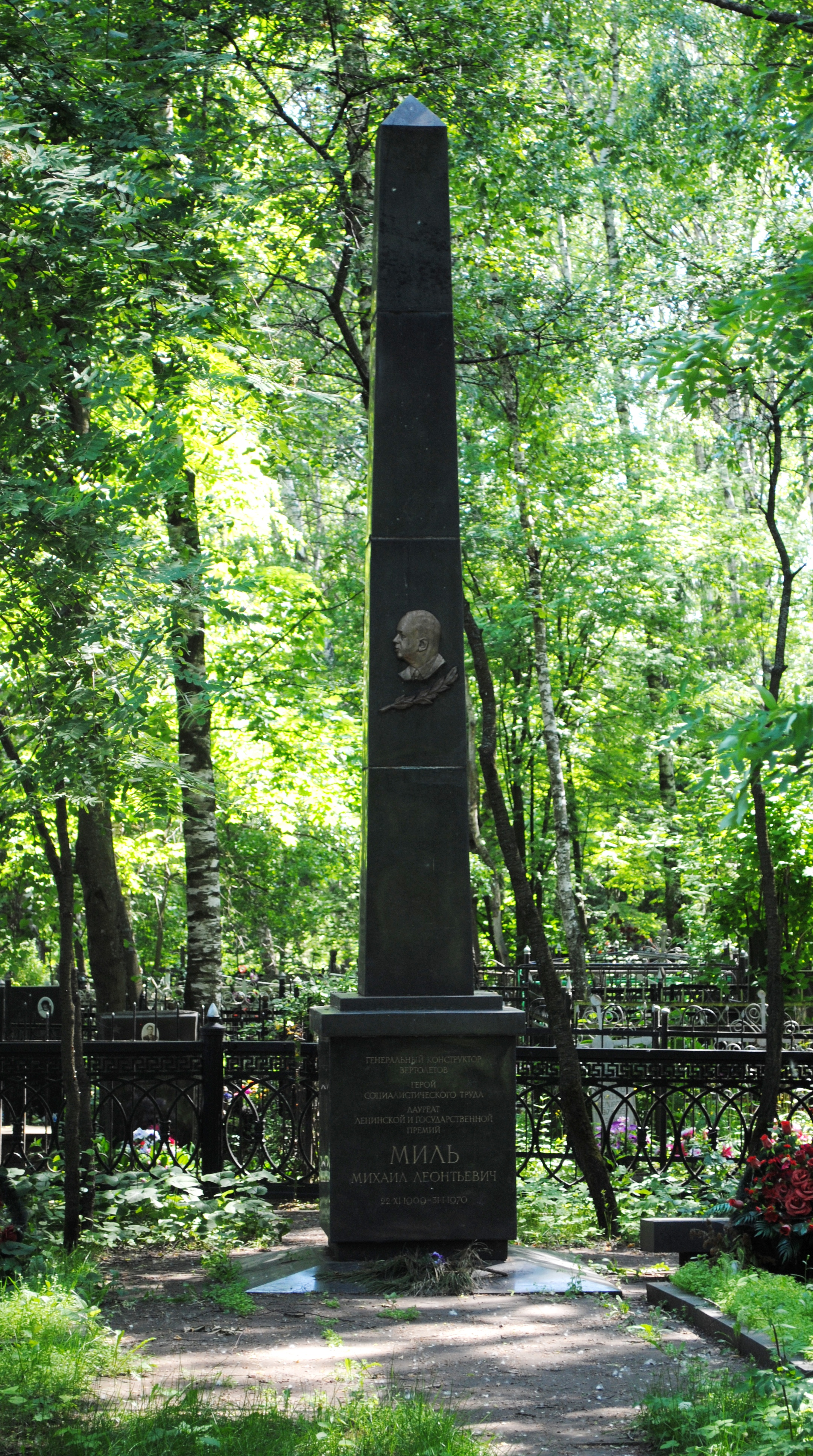
Могила М. Л. Міля у с. Юдіно, поблизу Москви

- Ім'я Міля носять Московський вертолітний завод, середня школа № 1738 і вулиця в Москві.
- В 2009 р. на перетині вулиці Авіаконструктора Міля і Жулебинського бульвара в Москві було встановлено бюст Міля.
- В Казані (РФ) іменем конструктора названа вулиця в Авіабудівному районі.
- В 2009 р. на честь Міля було випущено поштовий блок марок Росії.
- Меморіальні дошки встановлено на корпусі факультета Південно-Російського державного технічного університету у м. Новочеркаськ (РФ)[3] та у м. Іркутськ на будинку № 5 по вулиці Карла Лібкнехта[4].
- У Мінську (Білорусь) іменем конструктора названо вулицю у мікрорайоні Нова Борова (ЖК Сосновий квартал)
- Біографії конструктора присвячено художній фільм «Небо измеряется Милями» (2019, режисер К. Буслов).